# Troisième circonscription du Pas-de-Calais de 1986 à 2012
La troisième circonscription du Pas-de-Calais était l'une des 14 circonscriptions législatives françaises que comptait, de 1986 à 2012, le département du Pas-de-Calais (62) situé en région Nord-Pas-de-Calais. 

## Description géographique et démographique

### De 1958 à 1986
Le département avait quatorze circonscriptions.
La troisième circonscription du Pas-de-Calais était composée de :
- canton d'Aubigny-en-Artois
- canton d'Auxi-le-Château
- canton d'Heuchin
- canton du Parcq
- canton de Saint-Pol-sur-Ternoise
- commune de Beugin
- commune de Calonne-Ricouart
- commune de Camblain-Châtelain
- commune de Caucourt
- commune de Divion
- commune de Estrée-Cauchy
- commune de Gauchin-Légal
- commune de Hermin
- commune de Houdain
- commune de Ourton
- commune de Ranchicourt
- commune de Rebreuve-sous-les-Monts

Source : Journal Officiel du 14-15 Octobre 1958.

### De 1988 à 2010
La troisième circonscription du Pas-de-Calais est délimitée par le découpage électoral de la loi n°86-1197 du 24 novembre 1986
, elle regroupe dorénavant les divisions administratives suivantes :
- Canton d'Aubigny-en-Artois
- Canton de Desvres
- Canton de Fruges
- Canton de Heuchin
- Canton de Hucqueliers
- Canton de Lumbres
- Canton du Parcq
- Canton de Saint-Pol-sur-Ternoise.

Les cantons de Desvres, Fruges, Hucqueliers et Lumbres y remplacent alors les cantons d'Auxi et Houdain. Ce redécoupage a pour résultat d'accentuer le caractère rural de la troisième circonscription et donc d'y favoriser en théorie la droite. 
À la suite du scrutin particulier (proportionnel à un tour) d'avril 1986, Philippe Vasseur (UDF) y avait succédé à Lucien Pignion, élu socialiste depuis 1973, par ailleurs maire de Saint-Pol-sur-Ternoise; dès le premier scrutin tenu dans la nouvelle circonscription en 1988, Vasseur fut réélu, ainsi qu'en 1993 en 1997. À la suite de la dissolution calamiteuse de l'Assemblée Nationale par le tandem Chirac-Villepin, et donc la perte de son portefeuille de Ministre de l'Agriculture, Vasseur quitta définitivement la politique en 2000. 
L'élection de son remplaçant dans la troisième circonscription y a ramené un socialiste, Jean-Claude Leroy, depuis réélu en 2003 et 2007. 
D'après le recensement général de la population en 1999, réalisé par l'Institut national de la statistique et des études économiques (INSEE), la population de cette circonscription est estimée à 92 837 habitants,.

## Historique des députations
| Législature | Début de mandat | Fin de mandat  | Député             | Parti politique | Observations |
| ----------- | --------------- | -------------- | ------------------ | --------------- | --- |
| VIIIe       | 2 avril 1986    | 14 mai 1988    | Philippe Vasseur   | UDF             | Proportionnelle par département, pas de député par circonscription. Mandat écourté à la suite d'une dissolution parlementaire décidée par François Mitterrand. |
| IXe         | 23 juin 1988    | 1er avril 1993 | Philippe Vasseur   | UDF             | |
| Xe          | 2 avril 1993    | 21 avril 1997  | Philippe Vasseur   | UDF             | Mandat écourté à la suite d'une dissolution parlementaire décidée par Jacques Chirac.                                                                          |
| XIe         | 12 juin 1997    | 18 juin 2002   | Philippe Vasseur,  | UDF,            | Démissionne en 2000 et quitte la politique |
| XIIe        | 19 juin 2002    | 19 juin 2007   | Jean-Claude Leroy, | PS,             | Élu en fait depuis 2000 |
| XIIIe       | 20 juin 2007    | 19 juin 2012   | Jean-Claude Leroy  | PS              | |

## Historique des élections

### Élections de 1958
| Candidat       | Candidat           | Parti          | Premier tour | Premier tour | Second tour | Second tour |  |
| Candidat       | Candidat           | Parti          | Voix         | %            | Voix        | %           |  |
| -------------- | ------------------ | -------------- | ------------ | ------------ | ----------- | ----------- |  |
|                | Marcel Dollet      | SFIO           | 12 722       | 28,47        | 14 858      | 33          |  |
|                | Roland Cressent    | PCF            | 11 052       | 24,73        | 11 440      | 25,41       |  |
|                | Charles Chopin élu | CNIP           | 10 635       | 23,8         | 18 729      | 41,6        |  |
|                | Claude Wattez      | UNR            | 6 704        | 15           | Retrait     | Retrait     |  |
|                | Jean Bertieaux     | CR             | 3 579        | 8,01         | Retrait     | Retrait     |  |
|                |                    |                |              |              |             |             |  |
| Inscrits       | Inscrits           | Inscrits       | 52 869       | 100,00       | 52 864      | 100,00      |  |
| Abstentions    | Abstentions        | Abstentions    | 7 304        | 13,82        | 7 179       | 13,58       |  |
| Votants        | Votants            | Votants        | 45 565       | 86,18        | 45 685      | 86,42       |  |
| Blancs et nuls | Blancs et nuls     | Blancs et nuls | 873          | 1,92         | 658         | 1,44        |  |
| Exprimés       | Exprimés           | Exprimés       | 44 692       | 98,08        | 45 027      | 98,56       |  |

Le suppléant de Charles Chopin était Georges Ringard, docteur en médecine, conseiller municipal de Calonne-Ricouart.

### Élections de 1962
| Candidat       | Candidat               | Parti          | Premier tour | Premier tour | Second tour | Second tour |  |
| Candidat       | Candidat               | Parti          | Voix         | %            | Voix        | %           |  |
| -------------- | ---------------------- | -------------- | ------------ | ------------ | ----------- | ----------- |  |
|                | Maurice Delory élu     | UNR-UDT        | 13 288       | 31,03        | 23 617      | 54,87       |  |
|                | Roland Cressent        | PCF            | 11 887       | 27,76        | 19 425      | 45,13       |  |
|                | Marcel Dollet          | SFIO           | 9 363        | 21,86        | Retrait     | Retrait     |  |
|                | Charles Chopin sortant | CNIP           | 8 288        | 19,35        | Retrait     | Retrait     |  |
|                |                        |                |              |              |             |             |  |
| Inscrits       | Inscrits               | Inscrits       | 52 844       | 100,00       | 52 844      | 100,00      |  |
| Abstentions    | Abstentions            | Abstentions    | 9 140        | 17,3         | 7 905       | 14,96       |  |
| Votants        | Votants                | Votants        | 43 704       | 82,7         | 44 939      | 85,04       |  |
| Blancs et nuls | Blancs et nuls         | Blancs et nuls | 878          | 2,01         | 1 897       | 4,22        |  |
| Exprimés       | Exprimés               | Exprimés       | 42 826       | 97,99        | 43 042      | 95,78       |  |

Le suppléant de Maurice Delory était Henri Picart.

### Élections de 1967
| Candidat       | Candidat               | Parti          | Premier tour | Premier tour | Second tour | Second tour |  |
| Candidat       | Candidat               | Parti          | Voix         | %            | Voix        | %           |  |
| -------------- | ---------------------- | -------------- | ------------ | ------------ | ----------- | ----------- |  |
|                | Maurice Delory sortant | UD-Ve          | 17 644       | 38,57        | 22 192      | 48,83       |  |
|                | André Mancey élu       | PCF            | 14 820       | 32,4         | 23 256      | 51,17       |  |
|                | Pierre Cuallacci       | SFIO (FGDS)    | 9 753        | 21,32        | Retrait     | Retrait     |  |
|                | Antoine Limousin       | CNIP (PDM)     | 3 529        | 7,71         |             |             |  |
|                |                        |                |              |              |             |             |  |
| Inscrits       | Inscrits               | Inscrits       | 52 170       | 100,00       | 52 168      | 100,00      |  |
| Abstentions    | Abstentions            | Abstentions    | 5 565        | 10,67        | 5 372       | 10,3        |  |
| Votants        | Votants                | Votants        | 46 605       | 89,33        | 46 796      | 89,7        |  |
| Blancs et nuls | Blancs et nuls         | Blancs et nuls | 859          | 1,84         | 1 348       | 2,88        |  |
| Exprimés       | Exprimés               | Exprimés       | 45 746       | 98,16        | 45 448      | 97,12       |  |

Le suppléant d'André Mancey était Henri Picot, réformé de la SNCF, adjoint au maire de Saint-Pol-sur-Ternoise.

### Élections de 1968
|                | Pierre Bonnel élu    | RI (URP)       | 24 072 | 52,47  |  |  |  |
|                | André Mancey sortant | PCF            | 14 437 | 31,47  |  |  |  |
|                | Pierre Cuallacci     | SFIO (FGDS)    | 7 369  | 16,06  |  |  |  |
|                |                      |                |        |        |  |  |  |
| Inscrits       | Inscrits             | Inscrits       | 51 935 | 100,00 |  |  |  |
| Abstentions    | Abstentions          | Abstentions    | 5 289  | 10,18  |  |  |  |
| Votants        | Votants              | Votants        | 46 646 | 89,82  |  |  |  |
| Blancs et nuls | Blancs et nuls       | Blancs et nuls | 768    | 1,65   |  |  |  |
| Exprimés       | Exprimés             | Exprimés       | 45 878 | 98,35  |  |  |  |

Le suppléant de Pierre Bonnel était Georges Ringard, docteur en médecine à Calonne-Ricouart.

### Élections de 1973
| Candidat       | Candidat              | Parti          | Premier tour | Premier tour | Second tour | Second tour |  |
| Candidat       | Candidat              | Parti          | Voix         | %            | Voix        | %           |  |
| -------------- | --------------------- | -------------- | ------------ | ------------ | ----------- | ----------- |  |
|                | Pierre Bonnel sortant | RI (URP)       | 17 845       | 38,21        | 21 254      | 45,56       |  |
|                | Lucien Pignion élu    | PS (UGSD)      | 13 822       | 29,59        | 25 401      | 54,44       |  |
|                | Henri Picot           | PCF            | 12 143       | 26           | Retrait     | Retrait     |  |
|                | Roger Lebel           | MR             | 2 894        | 6,2          |             |             |  |
|                |                       |                |              |              |             |             |  |
| Inscrits       | Inscrits              | Inscrits       | 53 109       | 100,00       | 53 107      | 100,00      |  |
| Abstentions    | Abstentions           | Abstentions    | 5 557        | 10,46        | 5 651       | 10,64       |  |
| Votants        | Votants               | Votants        | 47 552       | 89,54        | 47 456      | 89,36       |  |
| Blancs et nuls | Blancs et nuls        | Blancs et nuls | 848          | 1,78         | 801         | 1,69        |  |
| Exprimés       | Exprimés              | Exprimés       | 46 704       | 98,22        | 46 655      | 98,31       |  |

Le suppléant de Lucien Pignion était Gaëtan Marichez, instituteur, conseiller général, maire d'Anvin. Gaëtan Marichez est décédé le 19 novembre 1973 .

### Élections de 1978
| Candidat       | Candidat                     | Parti          | Premier tour | Premier tour | Second tour | Second tour |  |
| Candidat       | Candidat                     | Parti          | Voix         | %            | Voix        | %           |  |
| -------------- | ---------------------------- | -------------- | ------------ | ------------ | ----------- | ----------- |  |
|                | Roger Pruvost                | RPR            | 17 973       | 34,82        | 22 486      | 43,24       |  |
|                | Lucien Pignion sortant réélu | PS             | 17 967       | 34,81        | 29 515      | 56,76       |  |
|                | Jean-Claude Lanvin           | PCF            | 12 376       | 23,98        | Retrait     | Retrait     |  |
|                | Marie-Jeanne Zonzon          | Divers droite  | 1 998        | 3,87         |             |             |  |
|                | Solange Mion                 | LO             | 1 300        | 2,52         |             |             |  |
|                |                              |                |              |              |             |             |  |
| Inscrits       | Inscrits                     | Inscrits       | 58 285       | 100,00       | 58 276      | 100,00      |  |
| Abstentions    | Abstentions                  | Abstentions    | 5 610        | 9,63         | 5 406       | 9,28        |  |
| Votants        | Votants                      | Votants        | 52 675       | 90,37        | 52 870      | 90,72       |  |
| Blancs et nuls | Blancs et nuls               | Blancs et nuls | 1 061        | 2,01         | 869         | 1,64        |  |
| Exprimés       | Exprimés                     | Exprimés       | 51 614       | 97,99        | 52 001      | 98,36       |  |

Le suppléant de Lucien Pignion était Édouard Malle, employé de banque, conseiller général du canton d'Heuchin, maire de Pressy-les-Pernes.

### Élections de 1981
| Candidat       | Candidat                     | Parti          | Premier tour | Premier tour | Second tour | Second tour |  |
| Candidat       | Candidat                     | Parti          | Voix         | %            | Voix        | %           |  |
| -------------- | ---------------------------- | -------------- | ------------ | ------------ | ----------- | ----------- |  |
|                | Lucien Pignion sortant réélu | PS             | 21 726       | 45,46        | 29 849      | 61,18       |  |
|                | Roger Pruvost                | UDF (Rad)      | 17 654       | 36,94        | 18 940      | 38,82       |  |
|                | Jean-Claude Lanvin           | PCF            | 8 410        | 17,60        | Retrait     | Retrait     |  |
|                |                              |                |              |              |             |             |  |
| Inscrits       | Inscrits                     | Inscrits       | 59 411       | 100,00       | 59 404      | 100,00      |  |
| Abstentions    | Abstentions                  | Abstentions    | 10 897       | 18,34        | 9 696       | 16,32       |  |
| Votants        | Votants                      | Votants        | 48 514       | 81,66        | 49 708      | 83,68       |  |
| Blancs et nuls | Blancs et nuls               | Blancs et nuls | 724          | 1,49         | 919         | 1,85        |  |
| Exprimés       | Exprimés                     | Exprimés       | 47 790       | 98,51        | 48 789      | 98,15       |  |

Le suppléant de Lucien Pignion était Édouard Malle.

### Élections de 1988
| Candidat       | Candidat                       | Parti          | Premier tour | Premier tour | Second tour | Second tour |  |
| Candidat       | Candidat                       | Parti          | Voix         | %            | Voix        | %           |  |
| -------------- | ------------------------------ | -------------- | ------------ | ------------ | ----------- | ----------- |  |
|                | Michel Sergent                 | PS             | 22 920       | 42,74        | 28 554      | 49,58       |  |
|                | Philippe Vasseur sortant réélu | UDF (PR) (URC) | 19 193       | 35,79        | 29 042      | 50,42       |  |
|                | Jacques Hersant sortant        | CNIP (URC)     | 5 320        | 9,92         |             |             |  |
|                | Luc Jouret                     | PCF            | 3 344        | 6,24         |             |             |  |
|                | Véronique Chabot de Murat      | FN             | 2 848        | 5,31         |             |             |  |
|                |                                |                |              |              |             |             |  |
| Inscrits       | Inscrits                       | Inscrits       | 67 511       | 100,00       | 67 509      | 100,00      |  |
| Abstentions    | Abstentions                    | Abstentions    | 12 779       | 18,93        | 8 782       | 13,01       |  |
| Votants        | Votants                        | Votants        | 54 732       | 81,07        | 58 727      | 86,99       |  |
| Blancs et nuls | Blancs et nuls                 | Blancs et nuls | 1 107        | 2,02         | 1 131       | 1,93        |  |
| Exprimés       | Exprimés                       | Exprimés       | 53 625       | 97,98        | 57 596      | 98,07       |  |

Le suppléant de Philippe Vasseur était Étienne Édric, conseiller général RPR du canton de Lumbres, maire de Bouvelinghem, ancien collaborateur de Michel Debré.

### Élections de 1993
|                | Philippe Vasseur sortant réélu | UDF (PR)       | 29 252 | 54,19  |  |  |  |
|                | Cécile Locqueville             | PS (ADFP)      | 11 870 | 21,99  |  |  |  |
|                | Luc Jouret                     | PCF            | 4 140  | 7,67   |  |  |  |
|                | Micheline Boudringhin          | FN             | 4 051  | 7,5    |  |  |  |
|                | Robert Denduyer                | Les Verts (EÉ) | 2 660  | 4,93   |  |  |  |
|                | Françoise Blanc                | LT-LNÉ         | 2 009  | 3,72   |  |  |  |
|                |                                |                |        |        |  |  |  |
| Inscrits       | Inscrits                       | Inscrits       | 69 083 | 100,00 |  |  |  |
| Abstentions    | Abstentions                    | Abstentions    | 11 938 | 17,28  |  |  |  |
| Votants        | Votants                        | Votants        | 57 145 | 82,72  |  |  |  |
| Blancs et nuls | Blancs et nuls                 | Blancs et nuls | 3 163  | 5,54   |  |  |  |
| Exprimés       | Exprimés                       | Exprimés       | 53 982 | 94,46  |  |  |  |

La suppléante de Philippe Vasseur était Brigitte de Prémont, RPR, conseillère générale du canton de Desvres, maire de Bellebrune. Brigitte de Prémont remplaça Philippe Vasseur, nommé membre du gouvernement, du 19 juin 1995 au 21 avril 1997.

### Élections de 1997
| Candidat       | Candidat                       | Parti          | Premier tour | Premier tour | Second tour | Second tour |  |
| Candidat       | Candidat                       | Parti          | Voix         | %            | Voix        | %           |  |
| -------------- | ------------------------------ | -------------- | ------------ | ------------ | ----------- | ----------- |  |
|                | Philippe Vasseur sortant réélu | UDF (PR)       | 25 954       | 46,6         | 30 141      | 53,43       |  |
|                | Jean-Claude Leroy              | PS             | 19 182       | 34,44        | 26 272      | 46,57       |  |
|                | Jean-Pierre d'Hollander        | FN             | 4 586        | 8,23         |             |             |  |
|                | Alain Libert                   | PCF            | 3 641        | 6,54         |             |             |  |
|                | Jean-Luc Delecroix             | Les Verts      | 1 341        | 2,41         |             |             |  |
|                | André Hibon                    | GÉ             | 988          | 1,77         |             |             |  |
|                |                                |                |              |              |             |             |  |
| Inscrits       | Inscrits                       | Inscrits       | 69 110       | 100,00       | 69 098      | 100,00      |  |
| Abstentions    | Abstentions                    | Abstentions    | 11 055       | 16           | 10 440      | 15,11       |  |
| Votants        | Votants                        | Votants        | 58 055       | 84           | 58 658      | 84,89       |  |
| Blancs et nuls | Blancs et nuls                 | Blancs et nuls | 2 363        | 4,07         | 2 245       | 3,83        |  |
| Exprimés       | Exprimés                       | Exprimés       | 55 692       | 95,93        | 56 413      | 96,17       |  |

La suppléante de Philippe Vasseur était Brigitte de Prémont.

### Élections partielles de 2000
Philippe Vasseur démissionna de son poste de député pour travailler dans le privé, une élection partielle est organisée.
| Candidat       | Candidat                | Parti          | Premier tour | Premier tour | Second tour | Second tour |  |
| Candidat       | Candidat                | Parti          | Voix         | %            | Voix        | %           |  |
| -------------- | ----------------------- | -------------- | ------------ | ------------ | ----------- | ----------- |  |
|                | Jean-Claude Leroy élu   | PS             | 18 170       | 41,62        | 24 105      | 52,36       |  |
|                | Brigitte de Prémont     | RPR            | 14 638       | 33,53        | 21 930      | 47,64       |  |
|                | François Dubout         | RPF            | 4 699        | 10,76        |             |             |  |
|                | Alain Libert            | PCF            | 2 943        | 6,74         |             |             |  |
|                | Éric Iorio              | FN             | 2 370        | 5,43         |             |             |  |
|                | Jean-Pierre d'Hollander | MNR            | 835          | 1,91         |             |             |  |
|                |                         |                |              |              |             |             |  |
| Inscrits       | Inscrits                | Inscrits       | 71 397       | 100,00       | 71 392      | 100,00      |  |
| Abstentions    | Abstentions             | Abstentions    | 24 415       | 34,2         | 22 395      | 31,37       |  |
| Votants        | Votants                 | Votants        | 46 982       | 65,8         | 48 997      | 68,63       |  |
| Blancs et nuls | Blancs et nuls          | Blancs et nuls | 3 327        | 7,08         | 2 963       | 6,05        |  |
| Exprimés       | Exprimés                | Exprimés       | 43 655       | 92,92        | 46 034      | 93,95       |  |

### Élections de 2002
| Candidat       | Candidat                        | Parti             | Premier tour | Premier tour | Second tour | Second tour |  |
| Candidat       | Candidat                        | Parti             | Voix         | %            | Voix        | %           |  |
| -------------- | ------------------------------- | ----------------- | ------------ | ------------ | ----------- | ----------- |  |
|                | Jean-Claude Leroy sortant réélu | PS                | 20 147       | 39,09        | 27 590      | 53,66       |  |
|                | Brigitte de Prémont             | UMP               | 17 220       | 33,41        | 23 822      | 46,34       |  |
|                | Catherine Mancheron             | FN                | 4 898        | 9,5          |             |             |  |
|                | Jean-Louis Desvignes            | CPNT              | 3 044        | 5,91         |             |             |  |
|                | Alain Libert                    | PCF               | 1 499        | 2,91         |             |             |  |
|                | Hubert Houliez                  | MPF               | 881          | 1,71         |             |             |  |
|                | Raymond Merlin                  | LO                | 768          | 1,49         |             |             |  |
|                | Ingrid Hayes                    | LCR               | 681          | 1,32         |             |             |  |
|                | Jean-François Marquis           | Les Verts         | 631          | 1,22         |             |             |  |
|                | Denise Fruchart                 | Divers écologiste | 583          | 1,13         |             |             |  |
|                | Jean-Pierre d'Hollander         | MNR               | 512          | 0,99         |             |             |  |
|                | Nicole Canlers                  | Pôle républicain  | 373          | 0,72         |             |             |  |
|                | Frédéric Vidal                  | MÉI               | 221          | 0,43         |             |             |  |
|                | Khelifa Hamida                  | GÉ                | 86           | 0,17         |             |             |  |
|                |                                 |                   |              |              |             |             |  |
| Inscrits       | Inscrits                        | Inscrits          | 73 013       | 100,00       | 73 007      | 100,00      |  |
| Abstentions    | Abstentions                     | Abstentions       | 19 949       | 27,32        | 19 303      | 26,44       |  |
| Votants        | Votants                         | Votants           | 53 064       | 72,68        | 53 704      | 73,56       |  |
| Blancs et nuls | Blancs et nuls                  | Blancs et nuls    | 1 520        | 2,86         | 2 292       | 4,27        |  |
| Exprimés       | Exprimés                        | Exprimés          | 51 544       | 97,14        | 51 412      | 95,73       |  |

Le suppléant de Jean-Claude Leroy était Jean-Michel Desailly, conseiller général du canton d'Aubigny-en-Artois, maire d'Aubigny-en-Artois, fonctionnaire.

### Élections de 2007
| Candidat       | Candidat                        | Parti                | Premier tour | Premier tour | Second tour | Second tour |  |
| Candidat       | Candidat                        | Parti                | Voix         | %            | Voix        | %           |  |
| -------------- | ------------------------------- | -------------------- | ------------ | ------------ | ----------- | ----------- |  |
|                | Jean-Claude Leroy sortant réélu | PS                   | 22 956       | 44,34        | 30 004      | 57,09       |  |
|                | Hélène Magnier                  | UMP                  | 17 417       | 33,64        | 22 553      | 42,91       |  |
|                | Francis Hennebelle              | UDF–MoDem            | 2 575        | 4,97         |             |             |  |
|                | Marion Auffray                  | FN                   | 2 324        | 4,49         |             |             |  |
|                | Corinne Desutter                | CPNT                 | 1 803        | 3,48         |             |             |  |
|                | Françoise Bonnard               | MPF                  | 1 076        | 2,08         |             |             |  |
|                | Nathalie Flautre                | Les Verts            | 984          | 1,90         |             |             |  |
|                | Magalie Debisschop              | Extrême gauche (LCR) | 927          | 1,79         |             |             |  |
|                | Catherine Lemoine               | PCF                  | 774          | 1,50         |             |             |  |
|                | Raymond Merlin                  | Extrême gauche (LO)  | 674          | 1,30         |             |             |  |
|                | Jean-Pierre D'Hollander         | Extrême droite (MNR) | 258          | 0,50         |             |             |  |
|                |                                 |                      |              |              |             |             |  |
| Inscrits       | Inscrits                        | Inscrits             | 75 375       | 100,00       | 75 375      | 100,00      |  |
| Abstentions    | Abstentions                     | Abstentions          | 22 351       | 29,65        | 21 363      | 28,34       |  |
| Votants        | Votants                         | Votants              | 53 024       | 70,35        | 54 012      | 71,66       |  |
| Blancs et nuls | Blancs et nuls                  | Blancs et nuls       | 1 256        | 2,37         | 1 455       | 2,69        |  |
| Exprimés       | Exprimés                        | Exprimés             | 51 768       | 97,63        | 52 557      | 97,31       |  |

### Élections de 2012
|                          |                          |                                | Premier tour | Premier tour | Second tour | Second tour |
| ------------------------ | ------------------------ | ------------------------------ | ------------ | ------------ | ----------- | ----------- |
| Inscrits                 | Inscrits                 | Inscrits                       | 87 348       |              | 87 344      |             |
| Abstentions              | Abstentions              | Abstentions                    | 40 929       | 46,86 %      | 42 109      | 48,21 %     |
| Votants                  | Votants                  | Votants                        | 46 419       | 53,14 %      | 45 235      | 51,79 %     |
|                          |                          |                                |              |              |             |             |
| Bulletins enregistrés    | Bulletins enregistrés    | Bulletins enregistrés          | 46 419       |              | 45 235      |             |
| Bulletins blancs ou nuls | Bulletins blancs ou nuls | Bulletins blancs ou nuls       | 1 082        | 2,33 %       | 2 761       | 6,1 %       |
| Suffrages exprimés       | Suffrages exprimés       | Suffrages exprimés             | 45 337       | 97,67 %      | 42 474      | 93,9 %      |
|                          |                          |                                |              |              |             |             |
|                          | Candidat                 | Parti                          | Suffrages    | Pourcentage  | Suffrages   | Pourcentage |
|                          | Guy Delcourt             | PS                             | 15 325       | 33,8 %       | 25 286      | 59,53 %     |
|                          | Freddy Baudrin           | FN                             | 11 190       | 24,68 %      | 17 188      | 40,47 %     |
|                          | Bruno Troni              | FDG                            | 7 695        | 16,97 %      |             |             |
|                          | Sophie Gauthy            | UMP                            | 5 298        | 11,69 %      |             |             |
|                          | Jean-François Caron      | EELV                           | 3 128        | 6,9 %        |             |             |
|                          | Bénoni Delvallez         | Union Justice et Travail       | 1 078        | 2,38 %       |             |             |
|                          | Monique Delevallet       | UDN                            | 589          | 1,3 %        |             |             |
|                          | Michel Darras            | LO                             | 582          | 1,28 %       |             |             |
|                          | Antoine Froissart        | NPA                            | 197          | 0,43 %       |             |             |
|                          | Razika Abchiche          | Alliance radicale et centriste | 183          | 0,4 %        |             |             |
|                          | Didier Gayant            | Décroissance                   | 72           | 0,16 %       |             |             |

#### Département du Pas-de-Calais
- La fiche de l'INSEE de cette circonscription : « Tableaux et Analyses de la troisième circonscription du Pas-de-Calais », sur insee.fr, site de l'Institut national de la statistique et des études économiques (consulté le 10 juin 2007) [PDF]

- « Tous les députés du département du Pas-de-Calais depuis 1789 » [archive du 30 septembre 2007], sur assemblee-nationale.fr, site de l'Assemblée nationale française (consulté le 10 juin 2007)

- « Informations contentieuses sur le département du Pas-de-Calais (Élections législatives de 2002) »(Archive.org • Wikiwix • Archive.is • Google • Que faire ?), sur conseil-constitutionnel.fr, site du Conseil constitutionnel (consulté le 13 juin 2007)

#### Circonscriptions en France
- « Carte des circonscriptions législatives en France », sur assemblee-nationale.fr, site de l'Assemblée nationale française (consulté le 10 juin 2007)

- « Résultats électoraux officiels en France »(Archive.org • Wikiwix • Archive.is • Google • Que faire ?), sur interieur.gouv.fr, site du ministère de l'Intérieur (France) (consulté le 13 juin 2007)

- Description et Atlas des circonscriptions électorales de France sur http://www.atlaspol.com, Atlaspol, site de cartographie géopolitique, consulté le 13 juin 2007.